# Station Zandvoort Dorp

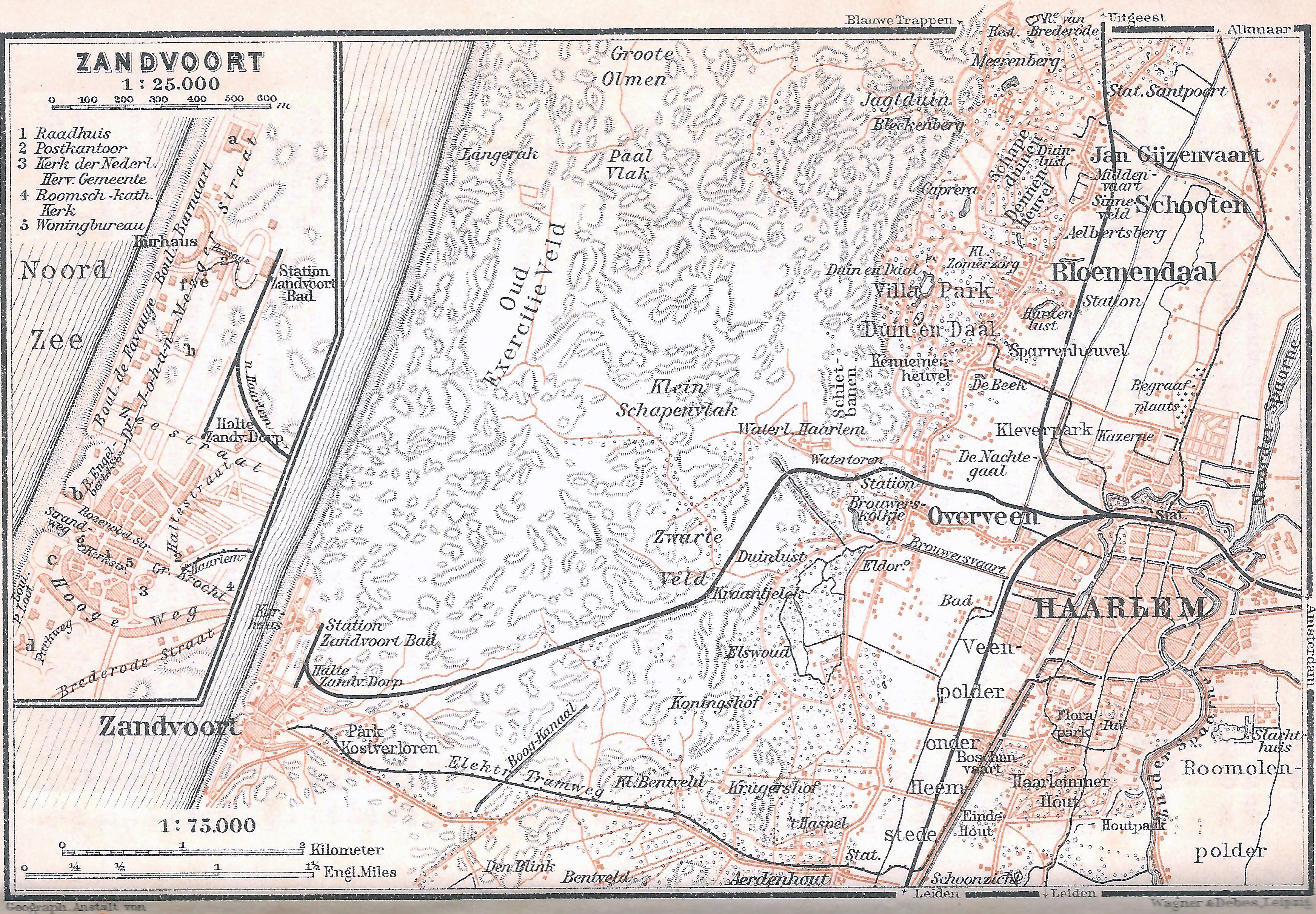
Spoor- en tramlijnen tussen Haarlem en Zandvoort en de situatie te Zandvoort met de beide stations, de tramlijn Haarlem-Zandvoort en de paardentramlijn Zandvoort; 1905

Station Zandvoort Dorp is een voormalig treinstation in Zandvoort, aan de lijn Haarlem – Zandvoort.

## Geschiedenis
Het in 1881 geopende kopstation van Zandvoort, gelegen aan de eveneens dat jaar aangelegde spoorlijn Haarlem - Zandvoort, bevond zich op aanzienlijke afstand van de dorpskern. Het station lag in het noordelijke deel van de badplaats, ter hoogte van het Kurhaus en het Grand Hotel Wüst. Voor veel inwoners van het centrum en van Zandvoort-Zuid was het daardoor slecht bereikbaar.
Om hierin te voorzien werd op 15 november 1889 een extra halte geopend onder de naam Zandvoort Dorp. Vanwege het ontbreken van een haltegebouw en de beperkte bediening ontstond al snel onvrede. In 1890 liet de gemeente daarom een volwaardig stationsgebouw oprichten aan het einde van de Halteweg. Deze voorziening bleek weinig succesvol. Al in 1895 werd het gebouw gesloten, en in 1896 werd het verkocht. Daarna deed het nog jarenlang dienst als vakantieverblijf. De naam van de Haltestraat verwijst nog altijd naar deze halte.
Tussen 1903 en 1908 bevond zich op deze locatie een eenvoudig houten gebouw dat als halte diende. In 1908 werd de spoorlijn binnen Zandvoort verlegd en verrees er een nieuw kopstation, iets oostelijker en dichter bij het dorpscentrum. De afstand tot halte Zandvoort Dorp bedroeg minder dan honderd meter. Door de verbeterde ligging van het nieuwe station werd de oude halte overbodig en op 26 juni 1908 gesloten. Dit station, dat sinds 1955 bekendstaat als Station Zandvoort aan Zee, is nog altijd in gebruik.
Het voormalige stationsgebouw uit 1890 kwam na de spoorverlegging aan het einde van het perron van het nieuwe station te liggen. Het bleef nog jarenlang behouden, maar werd in 1970 alsnog gesloopt.